# Națiunea română
Națiunea română este o operă literară scrisă de Ion Luca Caragiale.